# Danny Kaden
Danny Kaden (właśc. Daniel Kirschenfinkel) (ur. 10 czerwca 1884 w Warszawie, zm. 1942 tamże) – polski aktor, scenarzysta, reżyser i producent filmowy.

## Życiorys
Urodził się w polsko-żydowskim małżeństwie Markusa i Ewy Kirschenfinkel. W 1902 ukończył Gimnazjum Wojciecha Górskiego, pięć lat później wyjechał do Niemiec, żeby opanować język niemiecki.
W 1910 przypadkowo zagrał węgierskiego skrzypka w jednoaktowym filmie „Serwus Brzezina”, od tego czasu rozpoczął karierę aktorską grając role komiczne w niemieckich filmach, używał wówczas pseudonimu „Nunek Danuky”. W krótkim czasie został pierwszoplanowym aktorem charakterystycznym, a później powszechnie znanym komikiem. Wypracował własną postać komiczną, był Nunkiem, pełnym temperamentu gentlemanem o dobrym sercu i niepoważnej aparycji. Zyskał popularność międzynarodową i był jedną z największych gwiazd wytwórni „Uranus”. Podczas I wojny światowej pochodząc z zaboru rosyjskiego miał problemy z zatrudnieniem, zaczął więc produkować filmy dla niemieckich wytwórni. W 1919 powrócił do Warszawy i ramienia UFA założył Warszawską Kinematograficzną Spółkę Akcyjną oraz wybudował kinoteatr „Palace”, równocześnie kontynuował karierę aktorską.
W 1922 założył wytwórnię „Kaden-Film”; przedsiębiorstwo szybko upadło, a Danny Kaden skupił się na organizowaniu polskiego środowiska filmowego i jego struktur. Należał do grupy założycieli Polskiego Związku Przemysłowców Filmowych, którego był działaczem i gdzie zasiadał w zarządzie. Od 1935 był współwłaścicielem i dyrektorem „Atelier i Laboratorium Sfinks”, wybuch wojny zakończył działalność firmy.
20 października 1940 zmuszono go, aby z żoną przeniósł się do getta, gdzie zmarł lub zginął w 1942 roku.

## Filmografia

### Reżyser
| - 1913: 3 × 3 = 1 - 1913: Das Geheimnis des Hauses 69 - 1913: Der Ersatzreservist - 1913: Die verhängnisvolle Visitenkarte - 1913: Freibadfolgen - 1913: Gestörte Freunde - 1913: Marga, Lebensbild aus Künstlerkreisen - 1913: Max, das unbewußte Genie - 1913: Nicht um eine Million - 1913: Tangozauber - 1913: Verbrecher aus verlorener Ehe - 1913: Wenn die Taxe springt - 1913: Zwei Tage im Paradies - 1914: 40 Jahre in der Sekunde - 1914: Aber Nunek, die Hosen! - 1914: Das Ende einer Liebe - 1914: Das zweite Ich - 1914: Der Hut meiner Frau - 1914: Der kurierte Schuhfreier - 1914: Der Mann ohne Herz - 1914: Der schlauste Kerl im Regiment - 1914: Die beliebte Schwiegermutter - 1914: Die lieben süßen Frauen - 1914: Eifersucht macht blind - 1914: Ein schmerzliches Abenteuer - 1914: Frauen – Überflüssig - 1914: Fräulein Puppe – Meine Frau - 1914: Hans im Glück - 1914: Heirat auf Befehl - 1914: Im Mädchenpensionat - 1914: Kunststück mit dem Mundstück - 1914: Laß die Köchin in Ruh! - 1914: Meine Frau hat Mut - 1914: Meschugge ist Trumpf - 1914: Miklosch reist in Unterwäsche - 1914: Nunek geigt so schön - 1914: Nunek hat zwei Bräute | - 1914: Nunek in tausend Ängsten - 1914: Nunek träumt so schwer - 1914: Sie kann nicht nein sagen - 1914: So 'n fauler Zahn - 1914: Wer anderen eine Grube gräbt - 1914: Wollen Sie meine Tochter heiraten? - 1915: Die Masuren - 1915: Wie werde ich Amanda los? - 1916: Auto 444 - 1916: Bald hier, bald da - 1916: Die Klabriaspartie - 1916: Leutnant auf Befehl - 1916: Meine Braut, seine Frau - 1916: Talarso, der Mann mit den grünen Augen - 1917: Ballzauber - 1917: Das Fräulein von der Kavallerie - 1917: Das Wäschermädel Seiner Durchlaucht - 1917: Der zehnte Pavillon der Zitadelle - 1917: Die Männerfeindin - 1917: Eine Walzernacht - 1917: Hoheit Radieschen - 1917: Im stillen Ozean - 1917: Kinder des Ghettos - 1917: Onkelchens Liebling - 1918: Das blonde Vergnügen - 1918: Die Dame im Schaufenster - 1918: Die Nacht des 24. August - 1918: Die Nichte des Herzogs - 1918: Ein durchschlagender Erfolg - 1918: Ein gesunder Junge - 1918: Gesucht ein Mann, der ein Mann ist - 1918: In Sachen Marc Renard - 1918: Wenn der Vater mit dem Sohne - 1919: Krysta - 1922: Strzał - 1922: Wszystko się kręci - 1923: Od kobiety do kobiety |

### Aktor
| - 1913: 3 × 3 = 1 - 1913: Das Geheimnis des Hauses 69 - 1913: Der Ersatzreservist - 1913: Die verhängnisvolle Visitenkarte - 1913: Freibadfolgen - 1913: Gestörte Freunde - 1913: Max, das unbewußte Genie - 1913: Nicht um eine Million - 1913: Tangozauber - 1913: Zwei Tage im Paradies - 1914: 40 Jahre in der Sekunde - 1914: Aber Nunek, die Hosen! - 1914: Der Hut meiner Frau | - 1914: Der kurierte Schuhfreier - 1914: Der Mann ohne Herz - 1914: Die lieben süßen Frauen - 1914: Ein schmerzliches Abenteuer - 1914: Kunststück mit dem Mundstück - 1914: Laß die Köchin in Ruh! - 1914: Meine Frau hat Mut - 1914: Nunek geigt so schön - 1914: Nunek hat zwei Bräute - 1914: Nunek in tausend Ängsten - 1914: Nunek träumt so schwer - 1914: So 'n fauler Zahn - 1927: Uśmiechy życia |

### Scenarzysta
| - 1913: 3 × 3 = 1 - 1913: Das Geheimnis des Hauses 69 - 1916: Leutnant auf Befehl - 1916: Meine Braut, seine Frau - 1917: Ballzauber - 1917: Der zehnte Pavillon der Zitadelle - 1917: Eine Walzernacht - 1917: Hoheit Radieschen | - 1917: Prinz Sami - 1917: Im stillen Ozean - 1918: Das blonde Vergnügen - 1918: Die Dame im Schaufenster - 1918: Gesucht ein Mann, der ein Mann ist - 1918: In Sachen Marc Renard - 1922: Wszystko się kręci - 1923: Od kobiety do kobiety |

### Producent
| - 1917: Der zehnte Pavillon der Zitadelle - 1917: Hoheit Radieschen - 1917: Kinder des Ghettos - 1918: Das blonde Vergnügen | - 1918: In Sachen Marc Renard - 1922: Wszystko się kręci - 1937: Parada Warszawy |

### Kompozytor
- 1918: Das blonde Vergnügen